# Il Risveglio anarchico
Il Risveglio anarchico Le Réveil anarchiste fu uno dei periodici più autorevoli del movimento anarchico internazionale, venne pubblicato a Ginevra dal 7 luglio 1900 al 24 agosto 1940 in due lingue: italiano e francese. 
Nato con il titolo Il Risveglio socialista anarchico Le Réveil socialiste anarchiste, nel 1913 passò alla denominazione Il Risveglio comunista anarchico Le Réveil communiste anarchiste per assumere la titolazione definitiva nel 1926.

## Storia

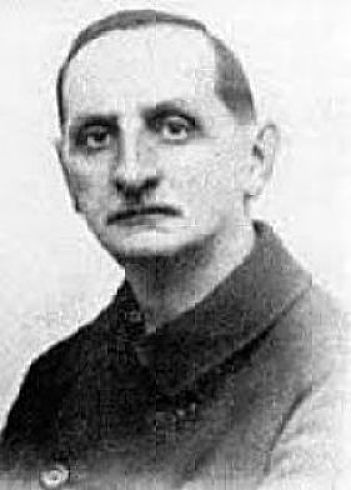
Luigi Bertoni.

Il giornale venne fondato nel 1900 da un gruppo composto in prevalenza da emigrati e esuli italiani, tra i quali Nino Samaja e Antonio Cavalazzi, in accordo con gli svizzeri Georges Herzig, Jacques Gross, Jean Wintsch, Eugène Steiger e Luigi Bertoni che divenne rapidamente il punto di riferimento del periodico. Le due edizioni erano autonome e pubblicavano in genere articoli diversi. L'edizione italiana si rivolgeva in prevalenza ai lavoratori ticinesi e italiani immigrati in Svizzera, all'emigrazione italiana nel mondo e al movimento anarchico in Italia. Il pubblico di riferimento dell'edizione francese erano i lavoratori della Svizzera romanda e il movimento anarchico in Francia.
Tra il 1903 e il 1907 si pubblicò anche una edizione tedesca intitolata Der Weckruf. A fianco del periodico operava un'attiva casa editrice. Nonostante una tiratura relativamente modesta di 5000 copie (diffuse prevalentemente in abbonamento e attraverso la vendita militante) l'influenza del giornale si fece sentire ben aldilà delle frontiere elvetiche, facendone uno degli organi di maggior rilievo del movimento anarchico internazionale. Nonostante i numerosi processi (e periodi di detenzione) a cui venne sottoposto Bertoni il periodico continuò sempre ad uscire regolarmente. Nel 1915 l'edizione italiana subì una sospensione a causa delle difficoltà provocate dalla guerra ma l'edizione francese proseguì regolarmente nelle pubblicazioni.
"Giornale operaio, fatto da operai, letto principalmente da operai" con i problemi della classe operaia sempre in primo piano, il quindicinale si occupò di tutte le questioni che attraversarono i 40 anni della sua esistenza: l'anticlericalismo, la questione della violenza rivoluzionaria, l'opposizione al militarismo e alla prima guerra mondiale, la Rivoluzione russa e la sua involuzione, il rapporto tra sindacalismo ed anarchismo, l'avvento del Fascismo, la Guerra civile spagnola. Il 24 agosto 1940 il giornale venne soppresso in base ad un decreto del Consiglio Federale svizzero. Bertoni proseguì la pubblicazione clandestinamente, sotto forma di brochures fino alla vigilia della sua morte (19 gennaio 1947): ne uscirono 148.

### Redattori e collaboratori
Al periodico collaborarono molte delle firme più autorevoli dell'anarchismo internazionale, tra queste Piotr Kropotkin, Errico Malatesta, Luigi Fabbri, Camillo Berneri. Tra i redattori: Nino Samaja che fu il primo direttore dell'edizione italiana, Jean Wintsch, redattore dell'edizione francese fino alla prima guerra mondiale, Georges Boulley che diresse per un anno l'edizione italiana dopo l'arresto di Bertoni nel 1902, Francesco Porcelli che diresse il giornale per 13 mesi durante la detenzione preventiva di Bertoni nel 1918-1919. L'artista Alexandre Mairet collaborò al giornale dal 1918 al 1930 con la pubblicazione di 45 incisioni.

### Tentativi di ripresa delle pubblicazioni
Dopo la morte di Bertoni il giornale riprese le pubblicazioni come mensile sotto la direzione di Carlo Frigerio una prima volta dal 1 maggio 1947 all'agosto 1950 ed una seconda dal gennaio 1957 al dicembre 1960 per poi chiudere definitivamente. Dal 1970 al 1983 la Fédération libertaire des montagnes pubblicò un trimestrale intitolato Le Réveil anarchiste, di cui uscirono 14 numeri, che idealmente si riallacciava alla storica testata.